# Jižní inspektorát Grónska
Jižní inspektorát Grónska (také zkráceně Jižní Grónsko) byl dánský inspektorát Grónska v letech 1775 až 1950. Hlavním městem byl Godthaab (dnešní Nuuk).

## Historie
Roku 1721 přijala personální unie Dánska a Norska Grónsko pod svou správu jako subprovincii Islandu. V roce 1775 byl ostrov předán Královské grónské obchodní společnosti, která ostrov rozdělila na severní a jižní inspektorát. Území spravovali  dánští inspektoři. Po Kielském míru roku 1814 spadlo Grónsko pod dánskou nadvládu. Roku 1911 byla správa kolonie odňata Královské grónské obchodní společnosti a přesunuta pod dánské ministerstvo vnitra. Byla též ustanovena zemská rada, která byla volena nepřímo z lokálních rad. Měla však malý vliv na vedení kolonie.
Roku 1950 byly obě části Grónska spojeny.

## Geografie
Jižní inspektorát Grónska zahrnoval všechny část Grónska jižně od 68. rovnoběžky. Nejsevernějším městem jižního Grónska byl Holsteinborg, který sousedil s Egedesminde, což bylo nejjižnější město severního Grónska.